# Albert Stotz

Albert Stotz 1815–1893

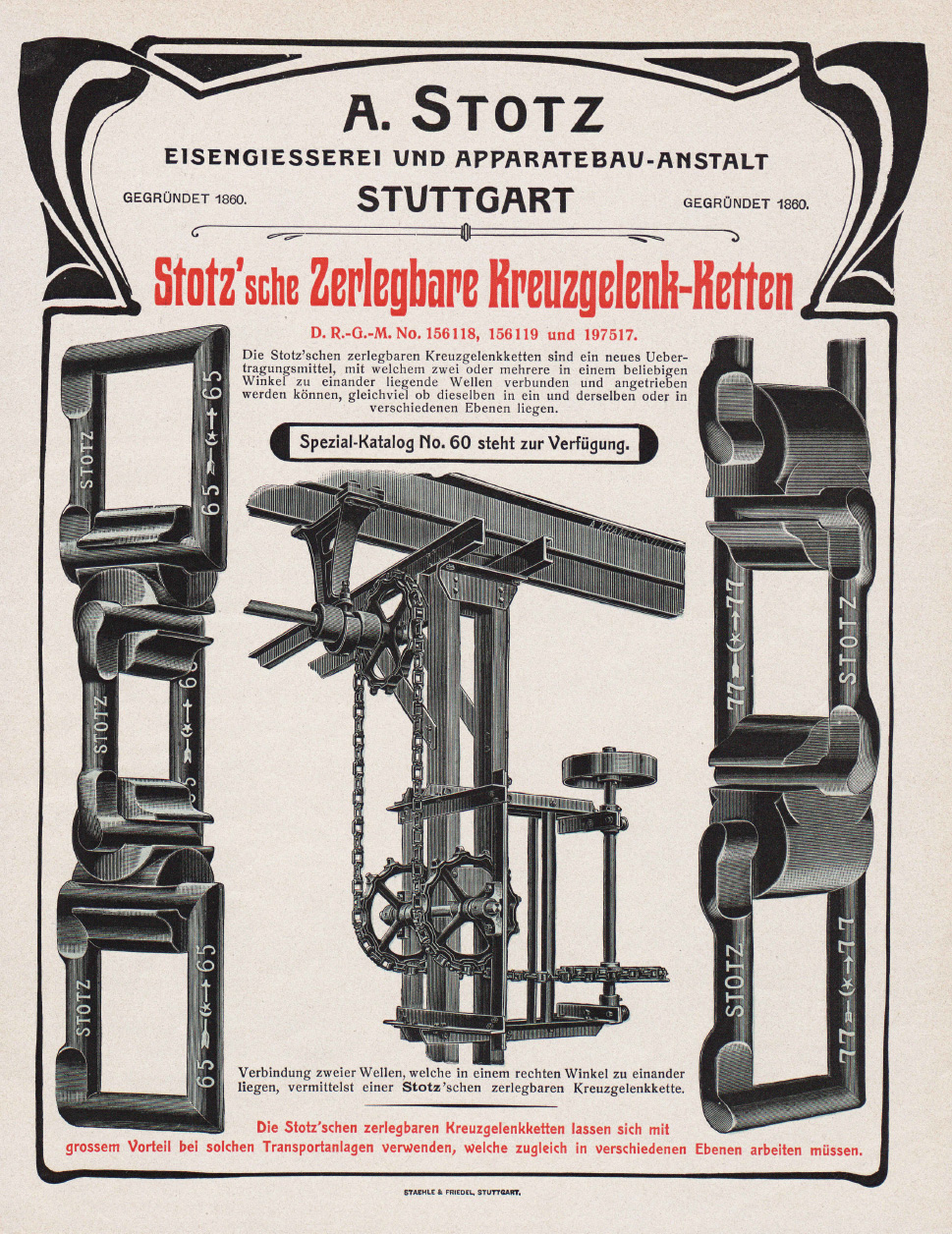
Werbeanzeige 1904

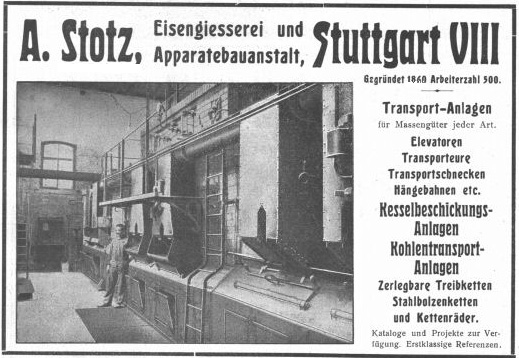
Werbeanzeige 1907

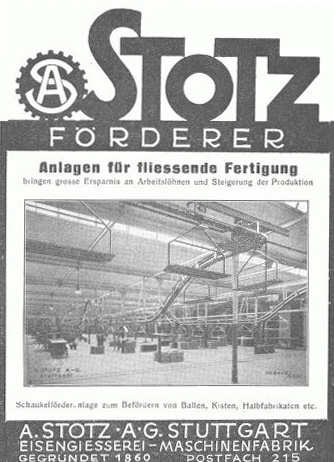
Werbeanzeige 1930

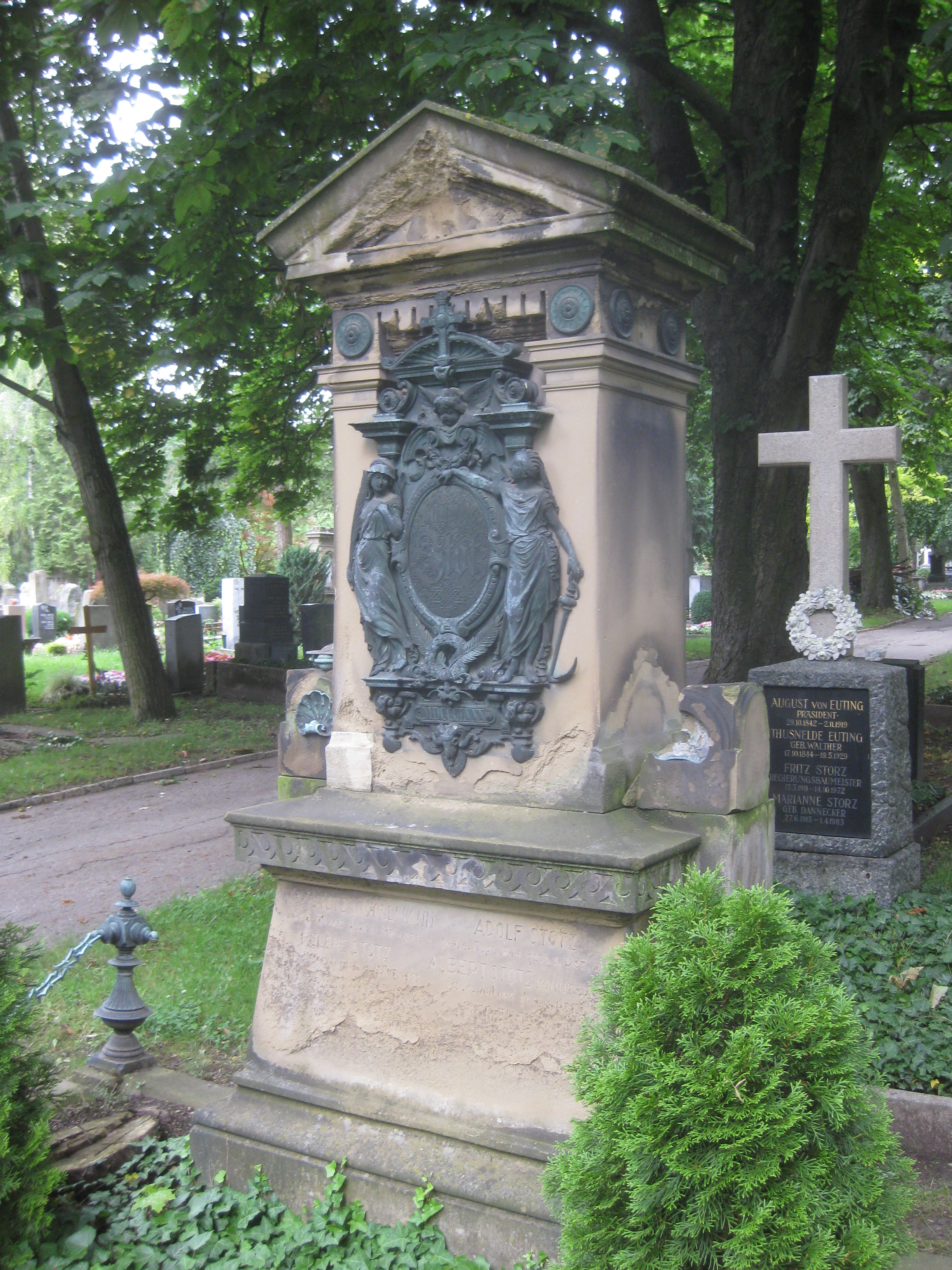
Grab von Albert Stotz auf dem Stuttgarter Pragfriedhof

Albert Stotz (* 4. Juli 1815 in Stuttgart; † 16. Dezember 1893 in Tübingen) war Inhaber einer Eisengießerei und ein Pionier der Gießereitechnik.

## Leben und Werk
Albert Stotz absolvierte eine Mechanikerlehre im württembergischen Hüttenwerk Wasseralfingen, wo er auch Meister wurde und 1850 Gießereiinspektor. 1855 war er Gießereileiter bei der Firma Klett & Co. in Nürnberg und wurde ein Jahr später Direktor bei C.A. Riedinger (gegründet von Ludwig August Riedinger, später Fusion mit MAN). 1860 richtete er in Stuttgart eine eigene Gießerei ein, die nach Anfangsschwierigkeiten 1868 mit dem patentierten Stotzschen Schlittschuh als Hauptprodukt florierte. Seit 1870 wurden Ketten, Förderbänder, Becherwerke und Umlaufeinrichtungen hergestellt. 1895 wird eine offene Handelsgesellschaft gegründet und damit erstmals ein Teilhaber in die Firma geholt. 1899 siedelt die Firma nach Kornwestheim über. 1913 erfolgt die Gründung der A. Stotz AG, welche bis 1981 bestand.
Unter der Leitung von Albert Stotz wurden im Hüttenwerk Wasseralfingen auch Kunstgußarbeiten ausgeführt. Die Erfahrung aus dieser Zeit machte sich Stotz zunutze, als die Produktion seiner Eisengießerei durch einen starken Preiswettbewerb unter Druck geriet. Er gründete erfolgreich eine Kunstgewerbliche Abteilung innerhalb seiner Eisengießerei, die später von seinem Sohn Paul Stotz als eigenständiger Betrieb weitergeführt wurde.
Albert Stotz war Mitglied des Vereins Deutscher Ingenieure (VDI), dem er mit der Gründung des Württembergischen Bezirksvereins des VDI im Jahr 1877 beigetreten war.

### Gussarbeiten in Wasseralfingen (Auswahl)
- Neptunstatue für Lindau (1839/40)
- Kandelaber für das Schillerdenkmal in Stuttgart von Bertel Thorvaldsen (1841/42)[2]
- Gussteile für das Schloss Wilhelma in Cannstatt (1842/43)
- Brunnen auf dem Schlossplatz in Stuttgart
- Kapitel, Dekorationen und Reliefs für die Jubiläumssäule in Stuttgart (1844/45)
- Gussarbeiten für den Rosensteinpark in Cannstatt (1845/47)
- Nymphenbrunnen für die Villa Berg (1853)

### Galerie

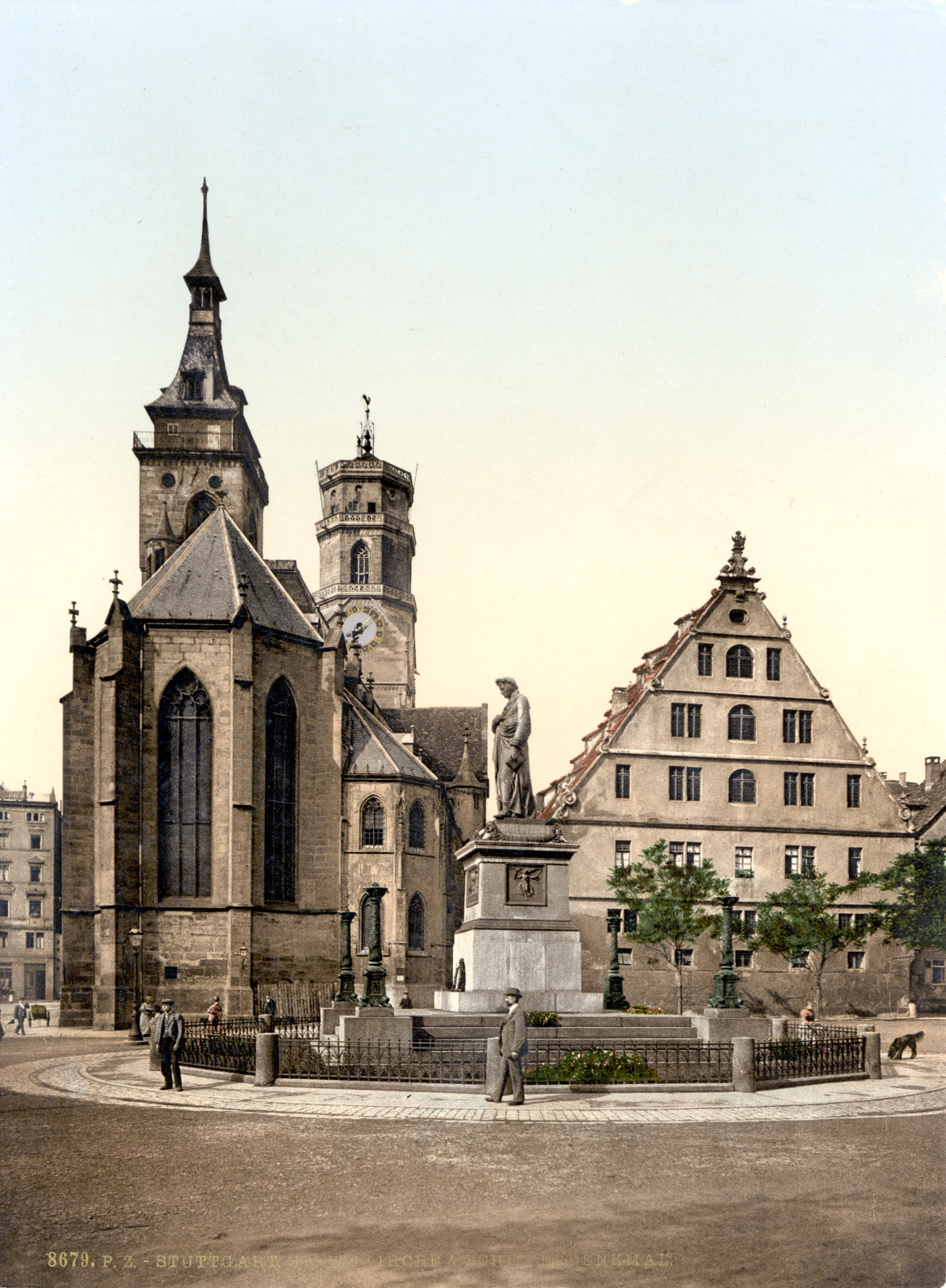
Schillerdenkmal in Stuttgart, um 1890 bis 1905
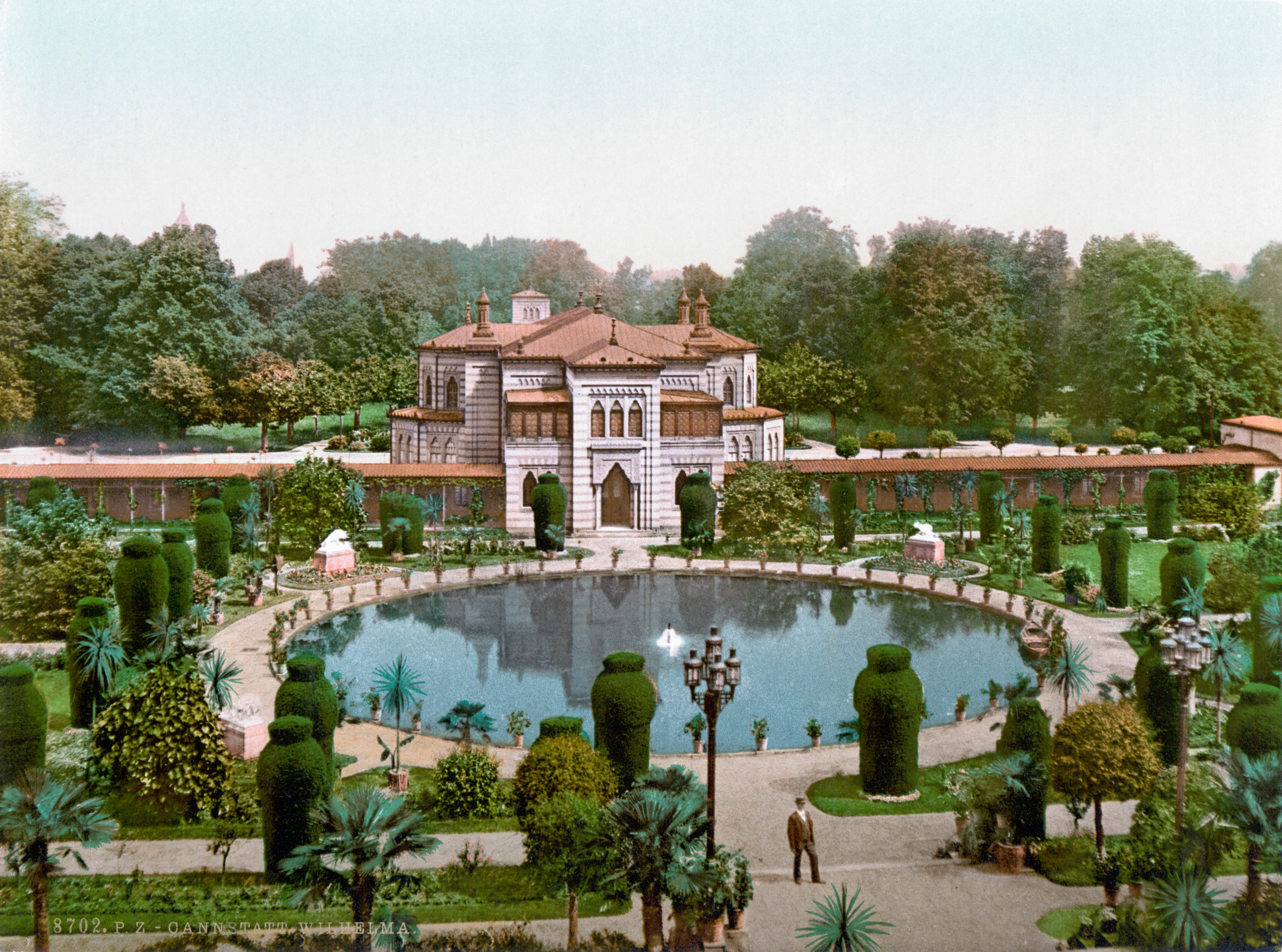
Schloss Wilhelma
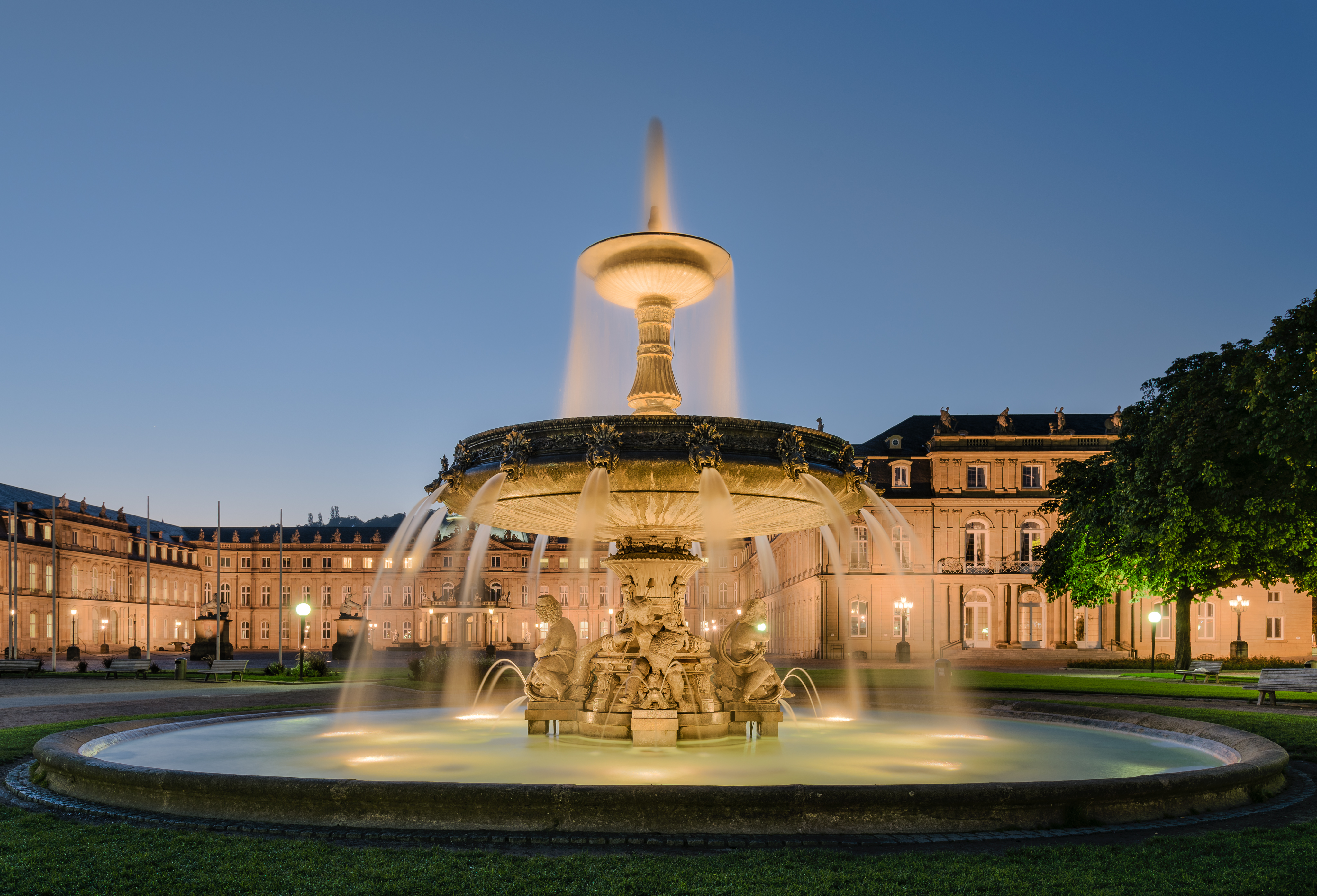
Brunnen auf dem Schlossplatz in Stuttgart
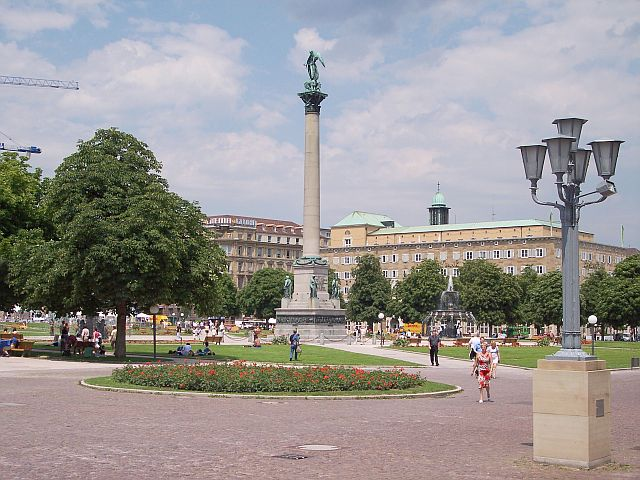
Jubiläumssäule auf dem Schlossplatz
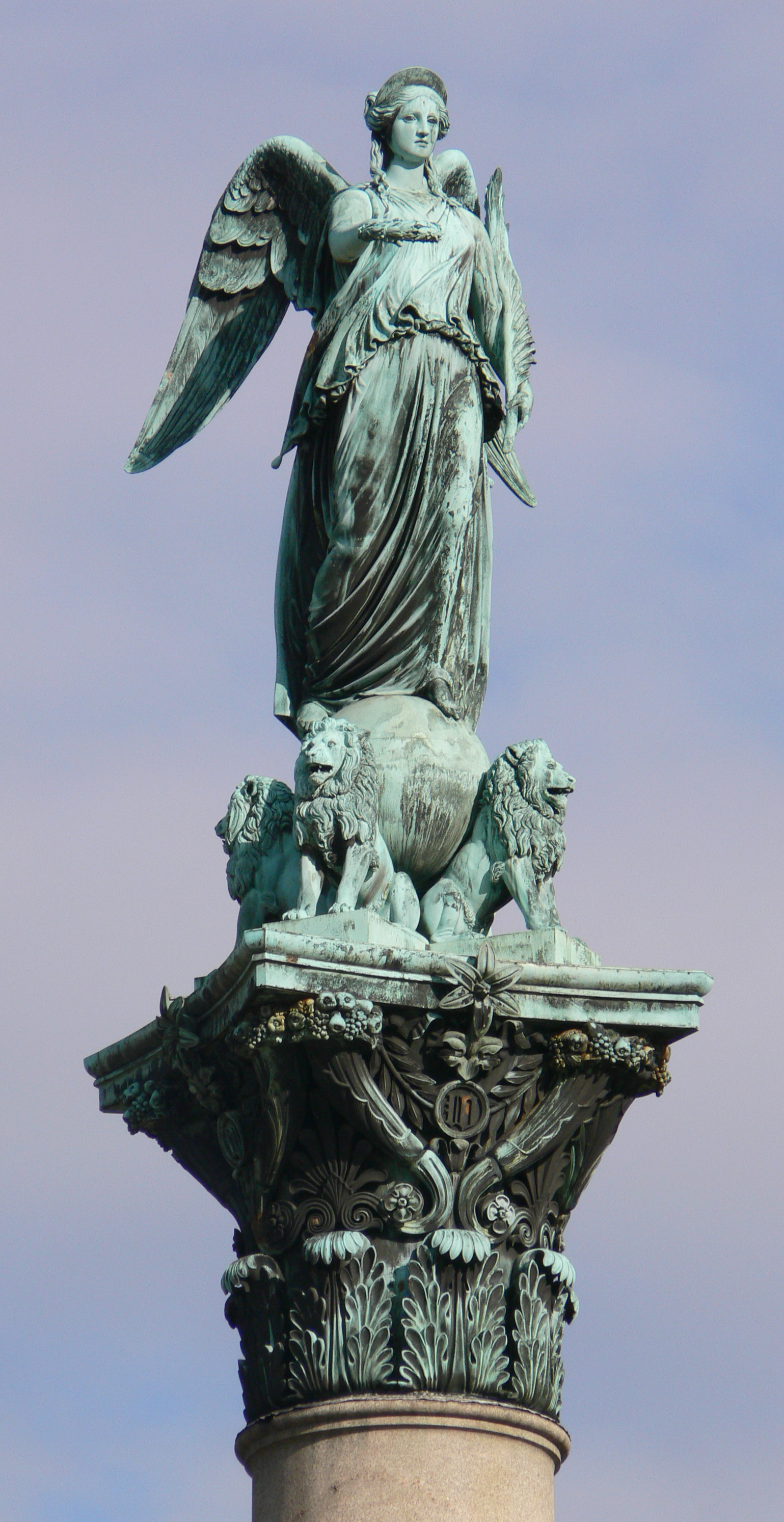
Concordia auf der Jubiläumssäule
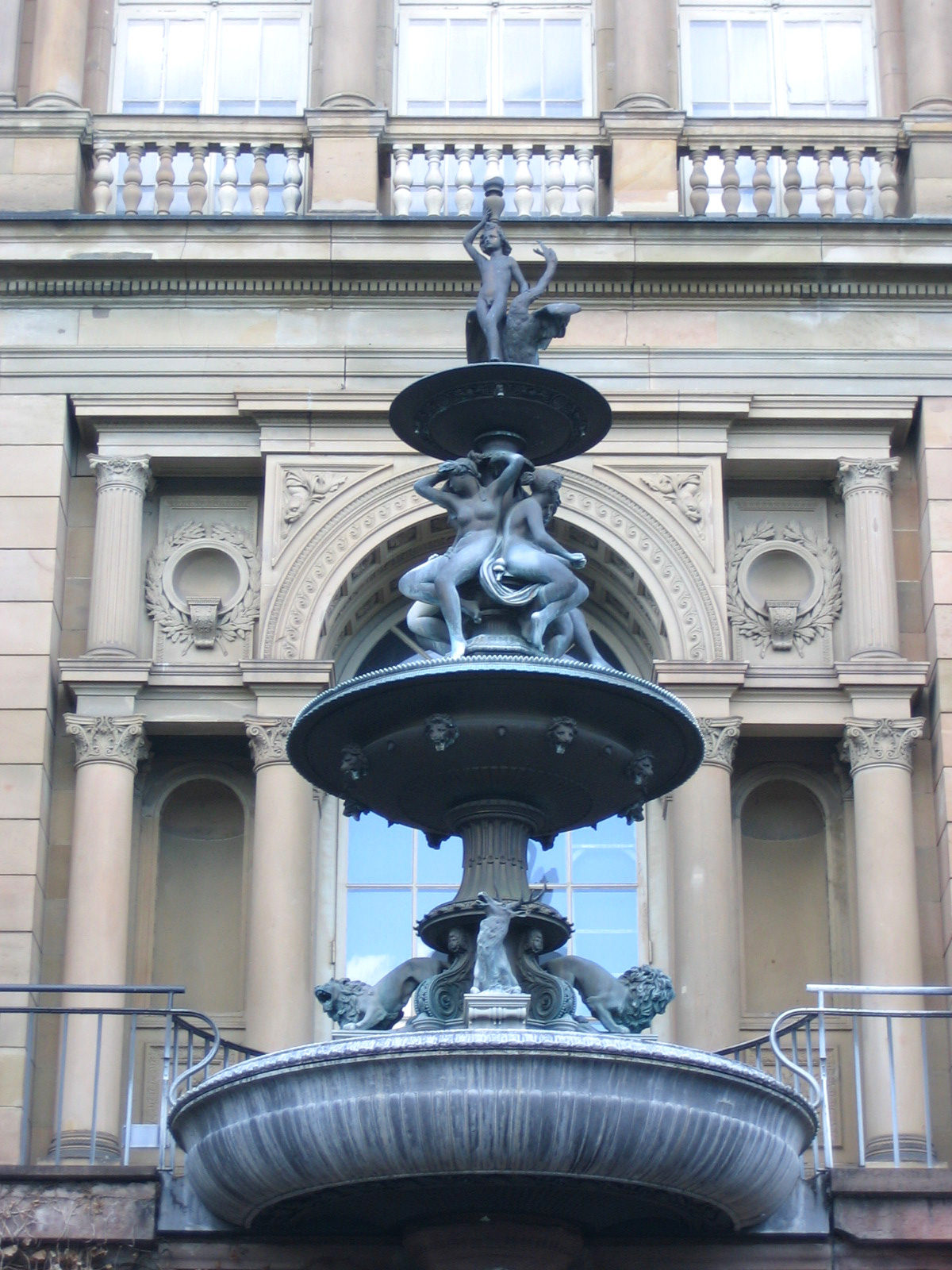
Nymphenbrunnen an der Villa Berg (1853)